# Forn de calç de Lladorre
El Forn de calç de Lladorre és una obra de Lladorre (Pallars Sobirà) protegida com a Bé Cultural d'Interès Local.

## Descripció
Per arribar al forn de calç de Lladorre cal agafar el camí que surt de la carretera principal de la vall de Cardós en direcció al poble de Lleret, a mig camí al costat nord cal agafar un camí amb un mur a banda i banda pel qual també hi circula una séquia, aquest camí va pujant fins al torrent Blasi. El forn està situat en un espai de sòl no urbanitzable de protecció agrícola, ramadera i forestal, clau NU-1, en un prat de forta pendent, en aquest punt s'inicia la zona coneguda com a serrat de Jou. A uns 200 metres del forn cap a migdia es troba la borda de Blasi.